# Bibliothèque de l'université Aalto
Le Centre d'apprentissage Harald Herlin de l'université Aalto (finnois : Harald Herlin- Aalto-yliopiston oppimiskeskus), avant 2015 bibliothèque universitaire Aalto (finnois : Aalto-yliopiston kirjasto) est un service de l'Université Aalto à Otaniemi en Finlande. 
La bibliothèque dispense des services scientifiques gratuits et accessibles à tous. Il fournit un soutien aux diverses activités éducatives, artistiques et de recherche de l'université. 

## Histoire
La bibliothèque universitaire Aalto a été créée le 1er janvier 2010 par la fusion des bibliothèques de l'université technologique d'Helsinki, de l'École supérieure de commerce et de l'École supérieure Aalto d'art, de design et d'architecture,.
En 2018, la bibliothèque d'Otaniemi reste la seule en fonctionnement sous le nom de Centre d'apprentissage Harald Herlin.

## Centre d'apprentissage Harald Herlin (1970-)
La bibliothèque du campus d'Otaniemi est située à l'adresse Otaniementie 9, sur le campus d'Otaniemi de l'Université Aalto à Espoo. 
Le bâtiment de quatre étages est conçu en 1964 par l'architecte Alvar Aalto, et construit de 1965 à 1969.
Il a une superficie de 8 942 m2. 
Les utilisateurs et les invités ont un accès gratuit aux zones de service du deuxième étage et aux zones de collecte des premier et deuxième étages. La bibliothèque s'appelait auparavant la bibliothèque de l'Université de technologie d'Helsinki avant la fusion.
En 2018, elle est renommée Centre d'apprentissage Harald Herlin en l'honneur de Harald Herlin.

## Anciens sites

### Bibliothèque du campus d'Arabia (1875-2018)
La bibliothèque du campus d'Arabia était située à l'adresse Hämeentie 135 A, sur le campus Arabia de l'Université Aalto à Helsinki.
La bibliothèque a ouvert ses portes en 1875 en tant que bibliothèque de la Société finlandaise d'artisanat et de design et de son école. De 1973 à 2009, la bibliothèque a servi de bibliothèque à l'école supérieure Aalto d'art, de design et d'architecture d'Helsinki. Avant la fusion des sites, cette bibliothèque était connue sous le nom de bibliothèque de l'école supérieure Aalto d'art, de design et d'architecture d'Helsinki. 
La bibliothèque a fermé en 2018.

### Bibliothèque du campus de Töölö (-2018)
La bibliothèque du campus de Töölö se trouvait à l'adresse Mechelininkatu 3 D, sur le campus de l'université Aalto à Töölö. 
La bibliothèque s'appelait auparavant la bibliothèque de l'école supérieure de commerce de l'université Aalto avant la fusion.
La bibliothèque a fermé en 2018.

## Galerie

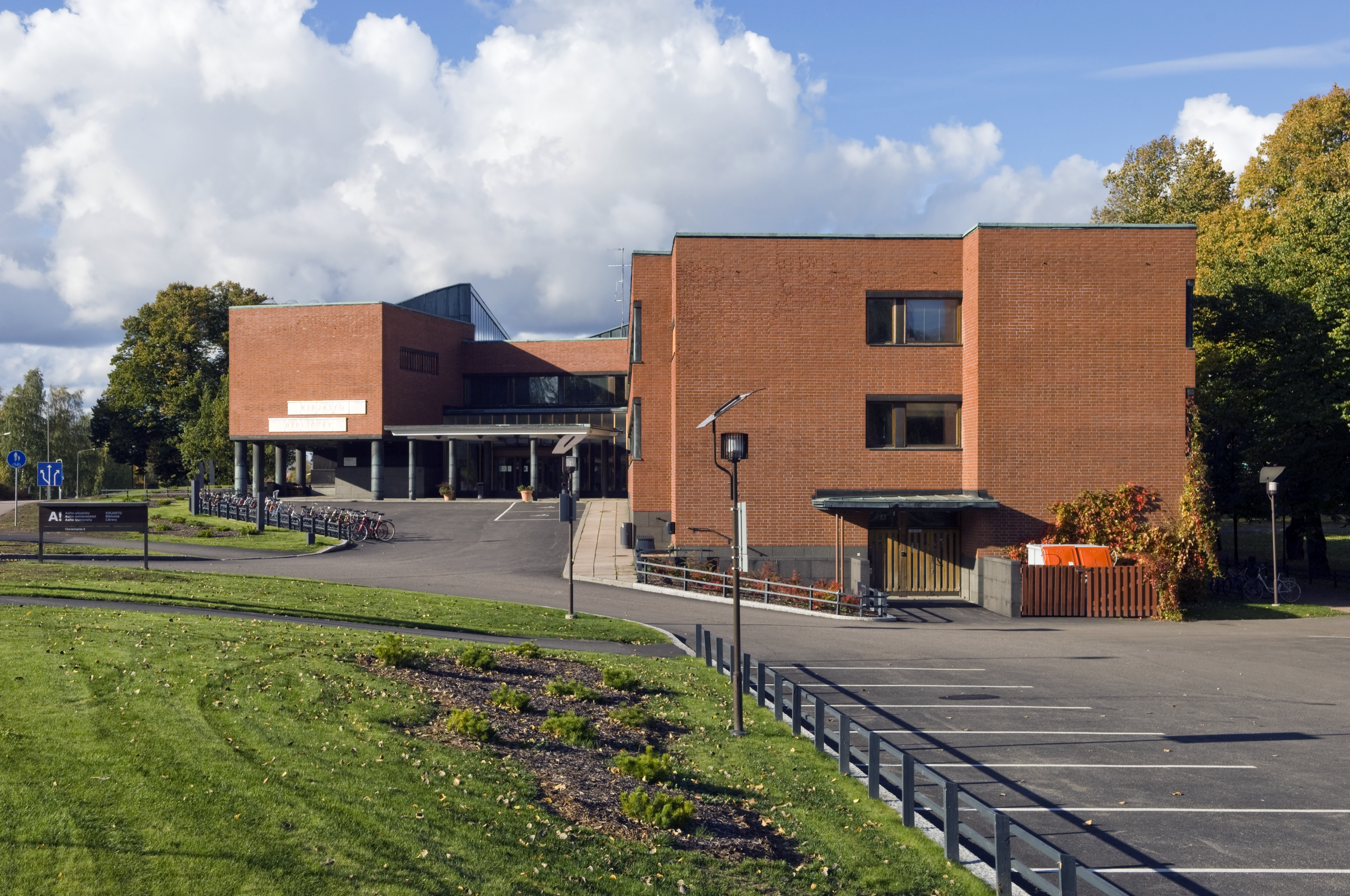
Centre d'apprentissage Harald Herlin.
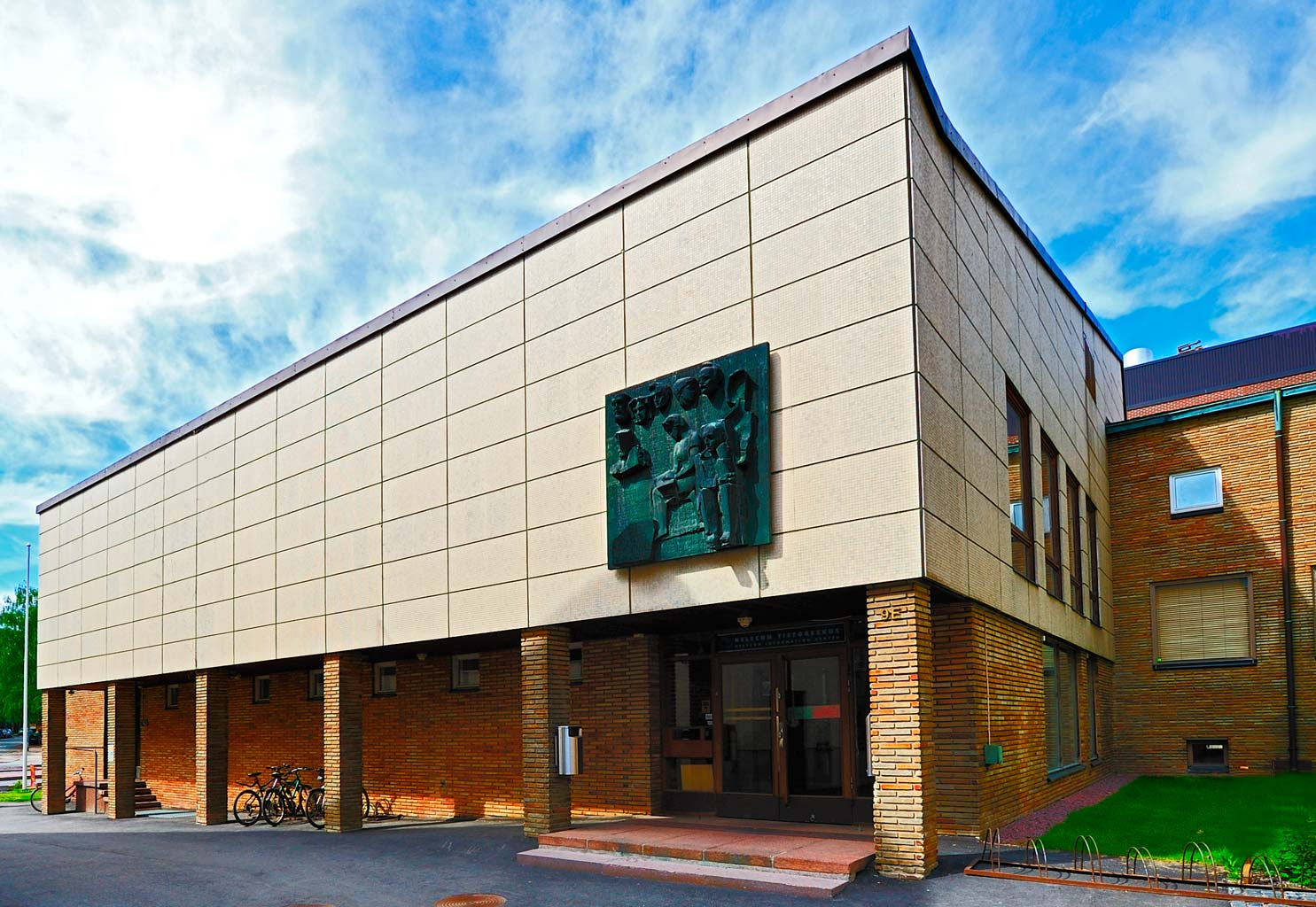
Bibliothèque du campus de Töölö.
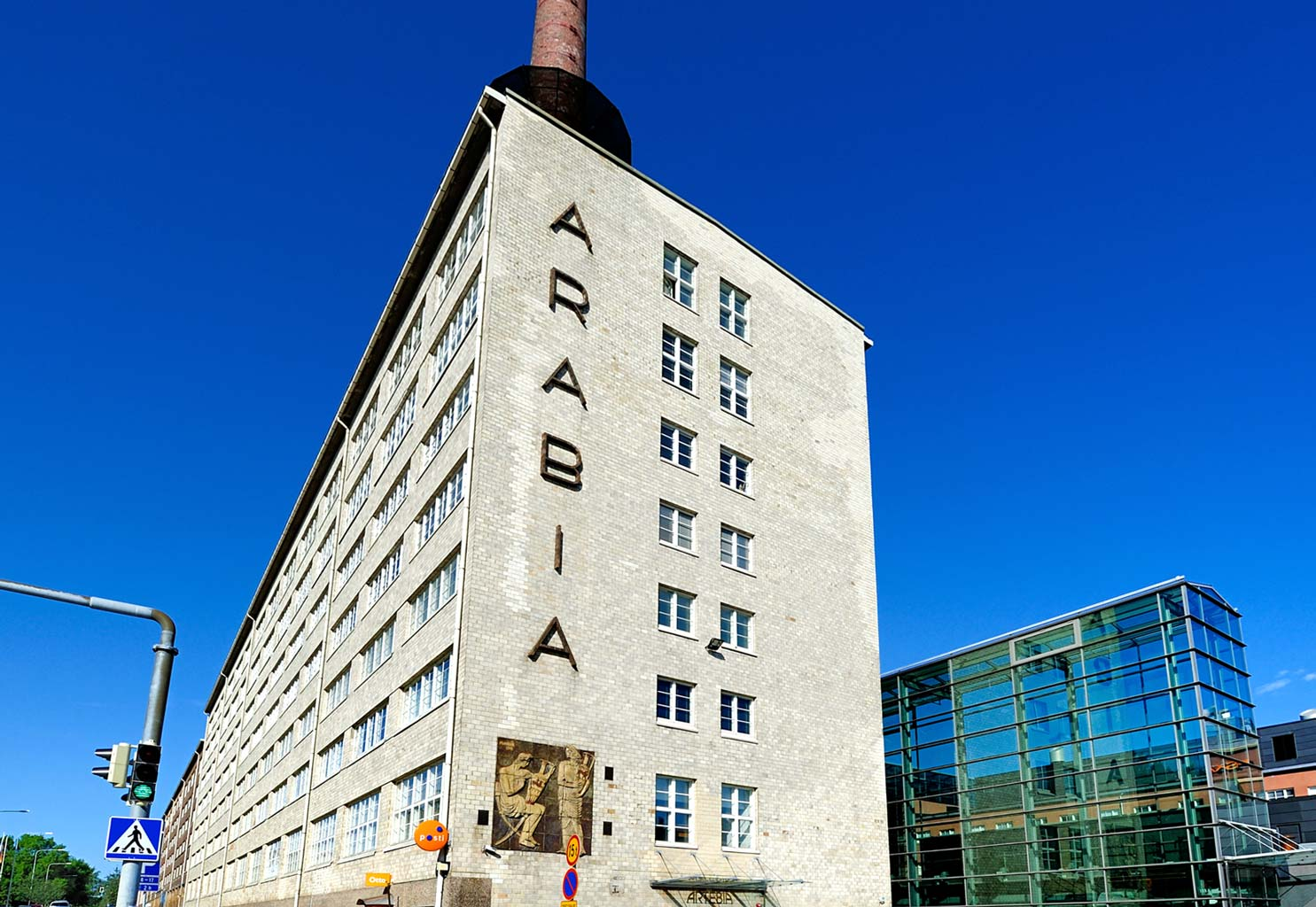
Bibliothèque du campus d'Arabia.